# Hirasea planulata
Hirasea planulata là một loài Ốc sên đất thở nhỏ, một loài nhuyễn thể chân bụng sống trên cạn thuộc họ Nội nha

## Phân bố
Loài này là loài đặc hữu của Nhật Bản.